# Tweede nationale (handbal)
De tweede nationale klasse is de op een na hoogste afdeling van het Belgische handbal. 
Er nemen acht teams deel in de herencompetitie en twaalf teams in de damescompetitie. De inrichtende macht is de Koninklijke Belgische Handbalbond (KBHB).

## Herencompetitie

### Clubs
De clubs in de tweede nationale klasse zijn:
- HC Amay (Amay)
- KTSV Eupen (Eupen)
- HBC Izegem (Izegem)
- HC Kraainem (Kraainem)
- HK Waasmunster (Waasmunster)
- Kreasa Houthalen (Houthalen-Helchteren)
- Union Beynoise (Beyne)
- HB Sint-Truiden (Sint-Truiden)

## Damescompetitie

### Clubs
De clubs uit de tweede nationale klasse zijn:
- Brussels HC (Brussel)
- HC Don Bosco Gent (Gent)
- Entente du Centre CLH (La Hestre)
- KTSV Eupen (Eupen)
- Liège handball club (Luik)
- DHC Meeuwen (Meeuwen-Gruitrode)
- Olse Merksem HC (Merksem)
- Sporting NeLo (Neerpelt-Lommel)
- Renais'Ans Montegnée (Montegnée)
- HC Schoten (Schoten)
- HC Sprimont (Sprimont)
- Uilenspiegel HV (Wilrijk)